# Friedrichswerder
Friedrichswerder is een historisch stadsdeel van Duitse stad Berlijn en bevindt zich in het stadsdeel Berlin-Mitte. Tot 1710 was het een zelfstandige stad. De naam van het stadsdeel komt van de keurvorst Frederik Willem. 

## Geschiedenis
Friedrichswerder gesticht in 1662 en lag erg dicht bij de dubbelstad Berlijn-Cölln. In 1668 viel de stad achter de vestingsmuren van deze twee steden. In 1678 kreeg de opkomende residentiestad een eigen stadhuis. Op 18 januari 1709 besliste de Pruisische koning Frederik I dat Berlijn en de omliggende steden, waaronder Friedrichswerder, zouden fuseren tot één grote stad. 
Het aantal inwoners bereikte in 1875 zijn maximum met 9176 en bedroeg in 1910 nog 2979. Tijdens de Tweede Wereldoorlog werd het stadsdeel zwaar verwoest. 